# Таа I Снахтенра
Таа I (Таа I Снахтенра або Таа I Старший) — давньоєгипетський фараон з XVII династії.

## Життєпис
Був сином Ініотефа VII, чоловіком Тетішері та батьком Таа II Секененри.
Він, як вважають єгиптологи, був родоначальником царського дому, який зрештою досягнув успіху у боротьбі з навалою гіксосів. Саме його вважають чоловіком цариці Тетішері, матері Секененри та, можливо, Камоса, а також, бабусі Яхмоса I — трьох фараонів, які відігравали основну роль у війні проти окупації Єгипту.
Дотепер не збереглося жодних сучасних його правлінню джерел, що згадували б його ім'я. Він відомий лише завдяки пізнішим джерелам, які часто об'єднують його з його наступниками. Сенахтенра згадується у залі пращурів Тутмоса III у храмі Карнака, поряд із Секененрою та Камосом, а також у двох гробницях у Фівах. Нічого не відомо як про його царювання, так і про взаємини з гіксосами. Імовірно, його правління було дуже коротким і тривало не більше року.